# Hypocaccus seminitens
Hypocaccus seminitens är en skalbaggsart som först beskrevs av J. L. Leconte 1863.  Hypocaccus seminitens ingår i släktet Hypocaccus och familjen stumpbaggar. Inga underarter finns listade i Catalogue of Life.